# Roc the Mic
Singles de Bow Wow
Marco Polo
(2008) You Can Get It All
(2009)

Roc The Mic est le tout premier extrait de l'album New Jack City II du rappeur Bow Wow.
Ce titre est en collaboration avec Jermaine Dupri qui produit également le titre.
La chanteuse Dondria Nicole assure les chœurs.